# Stina Nordenstam
Kristina Ulrika Nordenstam, v uměleckém světě známá jen jak Stina Nordenstam (narozena 4. března 1969) je švédská zpěvačka.

## Diskografie

### Studiová alba
- Memories of a Colour (1991)
- And She Closed Her Eyes (1994)
- Dynamite (1996)
- People Are Strange (1998)
- This Is Stina Nordenstam (2001)
- The World Is Saved (2004)

### Singly
- "Memories of a Color" (1992)
- "Another Story Girl" (1993)
- "Little Star" first release (1994)
- "Little Star" remixes (1994)
- "Something Nice" (1994)
- "Dynamite" (1997)
- "Little Star" (1997)
- "People Are Strange" (1998)
- "Lori Glori" (2001)
- "Sharon & Hope" (2002)
- "Get On with Your Life" (2004)
- "Parliament Square" (2005)